# Андрианов, Леонид Александрович
Леонид Александрович Андрианов — советский хозяйственный, государственный и политический деятель.

## Биография
Родился в 1902 году в Таганроге. Член ВКП(б) с 1932 года.
С 1920 года — на хозяйственной, общественной и политической работе. В 1920—1953 гг. — рабочий на Таганрогском кожевенном заводе, агроном в ряде районов Ростовской области, начальник Ростовского областного управления сельского хозяйства и заготовок, председатель Саратовского облисполкома, начальник Тамбовского областного управления сельского хозяйства и заготовок.
Избирался депутатом Верховного Совета СССР 3-го созыва.
Умер в 1953 году в Тамбове.